# Mary Kawena Pukui
Mary Abigail Kawenaʻulaokalaniahiʻiakaikapoliopelekawahineʻaihonuaināleilehuaapele Wiggin Pukui (Kaʻū, Hawaii, 1895. április 20. – 1986. május 21.) hawaii tudós, táncos, zeneszerző és pedagógus.

## Életrajz
Kaʻūn született 1895. április 20-án Mary Paʻahana Kanakaʻole és Henry Nathaniel Wiggin gyermekeként. A Hawaiian Mission Academyn tanult, majd hawaiianát tanított a Punahou Schoolnál.
Társszerzője az 1957-ben kiadott Hawaii–Angol Szótárnak, amit 1986-ban átdolgozva újra kiadtak.

## Fordítás
- Ez a szócikk részben vagy egészben  a   Mary Kawena Pukui című angol Wikipédia-szócikk ezen változatának fordításán alapul.  Az eredeti cikk szerkesztőit annak laptörténete sorolja fel. Ez a jelzés csupán a megfogalmazás eredetét és a szerzői jogokat jelzi, nem szolgál a cikkben szereplő információk forrásmegjelöléseként.